# Armored Core
Armored Core (Japonés: アーマード・コア, Hepburn: Āmādo Koa) es una serie de videojuegos de disparos en tercera persona con mechas desarrollado por la empresa FromSoftware. La serie se enfoca en un protagonista silencioso en cual asume diferentes trabajos como piloto mercenario en un futuro distante, operando enormes unidades de combate mecanizadas conocidas como Armored Cores a merced de varias corporaciones y clientes particulares. A medida que el jugador completa misiones para estos clientes, este es recompensado con créditos los cuales puede utilizar para mejorar su unidad y también desbloquea nuevas oportunidades para hacer dinero. Algunos juegos de la serie incluyen un modo arena en donde el jugador podrá pelear contra otros pilotos de Armored Core en batallas frente a frente, en las cuales si gana será recompensado con prestigio o algún ingreso monetario.
La serie cuenta con varias continuidades en su historia, repartidas a lo largo de trece juegos, siete spin-offs, y tres relanzamientos remasterizados, con diferentes lanzamientos divididos por un set de "generaciones" de secuelas las cuales empiezan con cada título enumerado. El primer juego de la serie, Armored Core, fue lanzado al mercado en 1997, mientras que el más reciente, Armored Core VI: Fires of Rubicon, fue lanzado en 2023. La serie ha sido llevada a varias consolas PlayStation y Xbox, así como también a Microsoft Windows y teléfonos móviles. En 2007, la serie fue adaptada para manga por la editorial Fujimi Shobo como Armored Core: Tower City Blade, y en 2024, para televisión por Tim Miller como un episodio para Secret Level titulado Armored Core: Asset Management, contando con la participación de las voces de Keanu Reeves, Erin Yvette, Temuera Morrison, Patrick Schwarzenegger, y Steve Blum.

## Premisa
En la continuidad original establecida entre el primer juego Armored Core (1997) hasta Armored Core 2: Another Age (2001), la tierra experimentó un cataclismo conocido como la "Gran Destrucción" provocando que la humanidad haya tenido que resguardarse bajo tierra. Las diferentes corporaciones del mundo empezaron a pelear entre ellas para ganar dominio económico, llevándolas a depender en gran medida de pilotos de Armored Core conocidos en este tiempo como Ravens. Tras los eventos del juego Armored Core: Master of Arena (1999), la humanidad reconstruye y coloniza Marte. Durante los acontecimientos de Armored Core 2 (2000) y su expansión, Another Age (2001), el débil gobierno de la tierra tiene problemas para mantener su poder mientras que las corporaciones explotan este punto para su propio beneficio, además existen diferentes grupos rebeldes combatiendo ante la hegemonía gobierno/corporación.
La serie fue reiniciada por primera vez con el título Armored Core 3 (2002), comenzando un nuevo arco argumental el cual finaliza en Armored Core: Last Raven (2005). Tras una guerra nuclear global, la humanidad se ha resguardado bajo tierra. Luego de varios siglos de gobierno por parte de una inteligencia artificial llamada El Controlador (The Controller), su deterioro conllevó a la destrucción de la gran mayoría de la red subterránea de los humanos, provocando que tengan que regresar a la superficie en busca de seguridad. Para el final de Silent Line: Armored Core (2003), la humanidad ha regresado y poblado completamente la superficie de la tierra. Los últimos dos juegos de esta continuidad, Armored Core: Nexus (2004) y Armored Core: Last Raven (2005), relatan el fin de la dinámica de poder existente entre las corporaciones y los Ravens luchando en la superficie.
Armored Core 4 (2006) reinició la serie otra vez. Aquí, las corporaciones se han hecho con el control de los gobiernos en la tierra y están llevando a cabo una guerra en la superficie para ganar dominio. La guerra que transcurre a lo largo del juego eventualmente contamina el ambiente, conllevando a la creación de ciudades flotantes en Armored Core: For Answer (2008). Dependiendo de las decisiones del jugador, la humanidad puede sobrevivir a las consecuencias del conflicto en For Answer (2008) o ser completamente erradicada.
La tercera continuidad de la serie sigue en el juego Armored Core V (2012). Una sola corporación mantiene el dominio sobre la tierra contaminada y esta es combatida por una facción rebelde que busca derrocarlos. Armored Core: Verdict Day (2013) detalla el estallido de otra guerra cien años después tras un evento apocalíptico.
Una nueva continuidad ha comenzado con el título Armored Core VI: Fires of Rubicon (2023) siendo esta la cuarta en la serie. Por primera vez, la trama toma lugar lejos de la tierra en un sistema estelar colonizado por los humanos en el planeta Rubicon 3. Décadas previas antes del inicio del juego, un recurso poderoso conocido como el Coral fue descubierto, conllevando a avances tecnológicos significativos, pero un desastre llamado los Fuegos de Ibis (Fires of Ibis) arrasó con todo el sistema Rubicon dejándolo muy contaminado. Sin embargo, el Coral, a pesar de haberse quemado en su totalidad, ha empezado a reaparecer, atrayendo a múltiples corporaciones las cuales buscar hacerse con su control, aunque como consecuencia, también atraen la atención de mercenarios. Añadido al conflicto también esta la Administración de Cierre Planetario (Planetary Closure Administration), una organización con la tarea de levantar una cuarenta en Rubicon, y el Frente de Liberación de Rubicon (Rubicon Liberation Front), un grupo de resistencia los cuales veneran el Coral, deseando el fin de su explotación y liberar el planeta.

## Jugabilidad
Dentro de los juegos principales de la saga, la jugabilidad esta generalmente enfocada en el jugador asumiendo el rol de un piloto mercenario de una unidad de combate mecanizada conocida como Armored Core, aceptando misiones para diferentes clientes a cambio de dinero tras completarlas con éxito. Las misiones pueden implicar múltiples objetivos y enfrenta al jugador ante oponentes controlados por la computadora, algunos de los cuales pueden ser otros pilotos de Amored Core. Tras completar una misión, los costos de operación de la unidad, como las reparaciones y la munición, son descontadas de los ingresos totales del jugador, así como también por destruir objetos de valor dentro del área de misión. De igual manera, si el jugador es derrotado en una misión, los costos son descontados del balance total de créditos directamente.
Las unidades de combate mecanizadas, referidas dentro del juego como Armored Cores (o AC abreviado), son altamente personalizables con cientos de partes y armas que pueden ser obtenidas en la misma tienda del juego, o tras completar ciertos criterios. Diferentes partes pueden proveer de ventajas en la jugabilidad en varios terrenos o en contra de ciertos enemigos, esto fuerza al jugador a tener que pensar cuidadosamente como construir su unidad de combate de acuerdo a los requerimientos de cada misión, las cuales suelen ser distintas unas de otras. La personalización del Armored Core esta estrictamente limitada por múltiples factores como por ejemplo, el peso máximo de carga en las piernas de la unidad las cuales soportan con todo el peso en el tren superior, o la capacidad de energía del generador el cual provee de poder a cada una de las partes de la unidad. Así pues, el rendimiento de un Armored Core varia dependiendo de las partes que lo componen.
Varios juegos en la serie cuentan con historias ramificadas en donde aceptar ciertas misiones pueden bloquear otras y viceversa, esto además con las respectivas consecuencias reflejadas al final de cada misión. Ciertos juegos requieren de volver a jugar ciertas áreas para así acceder a contenido adicional como por ejemplo, misiones inaccesibles durante la primera partida, e incluso diferentes finales que añaden mas contexto a la trama del juego.
Un modo arena introducido en Armored Core: Project Phantasma (1997) le dio a los jugadores la oportunidad de luchar contra oponentes fuera de las misiones por recompensas adicionales. Project Phantasma (1997) también introdujo la capacidad de poder importar datos de partida, permitiéndoles a los jugadores conservar su progreso de títulos anteriores en los nuevos juegos. Esta característica de importación se convertiría en algo fundamental en la serie, con las expansiones tales como Silent Line: Armored Core (2003) permitiendo la importación de datos previos.

### Multijugador
Desde su primer lanzamiento, los juegos de Armored Core han incluido ciertas formas de juego multijugador. En la era de la PlayStation, el modo multijugador en pantalla dividida fue el primer método disponible, permitiendo batallas frente a frente. Los juegos también de esta era también contaron con la capacidad de poder conectar un PlayStation Link Cable entre dos consolas PlayStation.
Con la PlayStation 2, el multijugador en pantalla dividida y mediante cable continuó siendo el método principal de juego. Armored Core: Nexus (2004) introdujo la capacidad de juego multijugador mediante red de área local (LAN), en adición a conectarse a su servicio de internet y permitiendo hasta cuatro jugadores en batalla de manera simultánea.
El multijugador en línea fue introducido por primera vez en la versión japonesa de Armored Core 2: Another Age (2001), pero fue removido en otras regiones debido a que el PlayStation Network Adapter no estaba aun listo. Ningún juego en la PlayStation 2 incluiría el juego en línea después de este lanzamiento. El multijugador en línea fue incluido para todas las regiones a partir de Armored Core 4 (2006).

## Juegos
| 1997 | Armored Core      |
| 1997 | Project Phantasma |
| 1998 |                   |
| 1999 | Master of Arena   |
| 2000 | Armored Core 2    |
| 2001 | 2: Another Age    |
| 2002 | Armored Core 3    |
| 2003 | Silent Line       |
| 2004 | Nexus             |
| 2004 | Nine Breaker      |
| 2004 | Formula Front     |
| 2005 | Last Raven        |
| 2006 | Armored Core 4    |
| 2007 |                   |
| 2008 | For Answer        |
| 2009 |                   |
| 2010 |                   |
| 2011 |                   |
| 2012 | Armored Core V    |
| 2013 | Verdict Day       |
| 2014 |                   |
| 2015 |                   |
| 2016 |                   |
| 2017 |                   |
| 2018 |                   |
| 2019 |                   |
| 2020 |                   |
| 2021 |                   |
| 2022 |                   |
| 2023 | Armored Core VI   |

### Armored Core
Artículos principales: Armored Core (videojuego), Armored Core: Project Phantasma, y Armored Core: Master of Arena
La trilogía original de Armored Core fue desarrollada por FromSoftware para la PlayStation y estableció varias de las mecánicas y temas principales las cuales permanecerían en los siguientes juegos en adelante. El primer título, Armored Core, fue lanzado el 10 de julio de 1997 en Japón. Los elementos de la trama como los conflictos entre corporaciones, la ambientación postapocalíptica, y los protagonistas silenciosos fueron introducidos en este primer juego. La mecánica involucra aceptar misiones de diferentes clientes a cambio de un pago, utilizando los ingresos para personalizar y mejorar la unidad Armored Core del jugador.
Armored Core: Project Phantasma fue lanzado como una expansión independiente del primer juego el 4 de diciembre de 1997. Project Phantasma introdujo la mecánica de la arena que luego seria expandida en entregas posteriores, y también la capacidad de poder importar los datos de partidas previas lo cual se convirtió en una característica importante en la serie. Los jugadores podían importar los datos de las partidas guardadas de anteriores juegos manteniendo todas sus partes, configuración y créditos obtenidos.
Una segunda expansión independiente, Armored Core: Master of Arena, fue lanzada el 4 de febrero de 1999, esta fue la última entrega lanzada para la consola PlayStation. El juego concluyó el arco principal comenzado en Armored Core y expandió sustancialmente la mecánica de la arena introducida en Project Phantasma. Como su predecesor, Master of Arena le permitió a los jugadores importar los datos de sus partidas guardadas tanto de Armored Core como de Project Phantasma para así continuar con su progreso intacto.
Los tres juegos lanzados en la era PlayStation fueronn luego relanzados a través del servicio de distribución digital PlayStation Network en 2007 para el décimo aniversario del título original. El primer Armored Core también fue lanzado dentro de la versión japonesa de la PlayStation Classic en 2018.

### Armored Core 2
Artículos principales: Armored Core 2 y Armored Core 2: Another Age
Con la transición a la PlayStation 2, FromSoftware lanzó al mercado Armored Core 2 como título de lanzamiento para dicha consola el 3 de agosto de 2000 en Japón. Como una secuela narrativa a la trilogía original, Armored Core 2 llevó a  la serie lejos de la ambientación postapocalíptica y añadió mas elementos de ciencia ficción, como la colonización de Marte. La mayor parte de la jugabilidad permaneció intacta, incluyendo la estructura de misiones, personalización, y los modos arena.El título mejoró los gráficos del juego original, aprovechando la potencia de la nueva consola, aunque los diseños siguieron siendo similares. A diferencia de Project Phantasma y Master of Arena, los jugadores no podían importar sus datos de partida a esta nueva entrega.
Armored Core 2: Another Age fue lanzado el 12 de abril de 2001 como una expansión independiente. Este título si les permitió a los jugadores importar sus datos de partida desde Armored Core 2 para así continuar manteniendo sus progresos previos. El juego introdujo por primera vez el uso de las palancas analógicas para el movimiento y también un modo de juego cooperativo. La versión japonesa de Armored Core 2 fue la primera en introducir un modo de juego en línea por banda ancha, permitiendo a los jugadores realizar batallas mediante el uso del internet.

### Armored Core 3
Artículos principales: Armored Core 3, Silent Line: Armored Core, Armored Core: Nexus, y Armored Core: Last Raven
Armored Core 3 fue lanzado el 4 de abril de 2002, y sirvió como un reinicio de la serie. La historia regresó a la ambientación postapocalíptica y mantuvo el concepto original de las guerras entre corporaciones y la estructura de misiones de mercenario. Muy poco de la jugabilidad fue cambiado con respecto a los anteriores títulos, en vez de eso, FromSoftware se enfocó en hacer mas mejoras y añadir características menores como la capacidad de usar un mouse USB, aliados controlados por la computadora, y sonido envolvente. Debido a que el juego fue un reinicio en la saga, los jugadores no podían importar sus datos de partida desde Armored Core 2 o Another Age.
Una expansión independiente, Silent Line: Armored Core, fue lanzada el 23 de enero de 2003 siendo una secuela directa de Armored Core 3. Como otras expansiones en la serie, los jugadores pudieron importar sus datos de partida desde Armored Core 3 a Silent Line, manteniendo sus partes y créditos obtenidos previamente. Silent Line introdujo nuevas mecánicas de juego, incluyendo compañeros controlados por la computadora y modo de vista en primera persona.
Armored Core: Nexus fue lanzado el 18 de marzo de 2004 como una secuela directo a Silent Line. A diferencia de su predecesor, Nexus fue tratado como un juego principal en la serie en vez de una expansión y no permitió la importación de datos de partida. Si bien se trasladaron partes tanto de Armored Core 3 como de Silent Line, las mecánicas en Nexus fueron cambiadas significativamente comparado con expansiones pasadas. La mecánica de recalentamiento introducida en Armored Core 2 es ahora mucho más importante, especialmente con la introducción del recalentamiento de los propulsores (boosters). Todas las estadísticas de las partes fueron totalmente redistribuidas. El juego también introdujo el uso de las palancas analógicas además de la capacidad de juego multijugador mediante red de área local (LAN).
Armored Core: Last Raven fue lanzado el 4 de agosto de 2005, y sirvió como la conclusión del arco argumental comenzado en Armored Core 3. El juego esta estructurado al rededor de un reloj de veinticuatro horas el cual se mueve hacia adelante en la medida que progresan las misiones. Al finalizar el periodo de veinticuatro horas, las decisiones que haga el jugador pueden alterar el resultado de la trama. El juego además introdujo un sistema de daño de componentes, ocasionando que partes especificas de la unidad se destruyan en combate.

### Armored Core 4
Artículos principales: Armored Core 4 y Armored Core: For Answer
Armored Core 4 fue lanzado el 21 de diciembre de 2006 para la PlayStation 3, sirviendo como otro reinicio de la serie. Una versión para Xbox 360, siendo el primer juego disponible fuera del ecosistema PlayStation, fue lanzado el 22 de marzo de 2007. La jugabilidad en Armored Core 4 fue acelerada significativamente y simplificada en comparación a sus predecesores en un intento de hacer el juego mas accesible a nuevos jugadores. El juego es el primero de la serie en incluir un modo multijugador en línea para todas las regiones desde la versión japonesa de Armored Core 2: Another Age.
Armored Core: For Answer fue lanzado el 19 de marzo de 2008 como una expansión independiente de Armored Core 4. Este incorpora un modo multijugador cooperativo en línea y un historia ramificada. El juego fue destacado por sus problemas técnicos en la versión de PlayStation 3. Como Nexus, este juego no solamente añadió contenido a su predecesor si no que también incrementó aun mas la potencia de los propulsores (boosters) y el rendimiento de los generadores.

### Armored Core V
Artículos principales: Armored Core V y Armored Core: Verdict Day
Armored Core V fue lanzado el 26 de enero de 2012 para PlayStation 3 y Xbox 360 y actúa como una secuela indirecta de Armored Core 4 y Armored Core: For Answer. El juego se enfoca en el componente de multijugador en línea e incluye muy pocas misiones de historia en comparación con sus predecesores. En el modo en línea los jugadores luchan en batallas por equipos para controlar territorios. También fue incluido un modo cooperativo permitiéndole a los jugadores luchar contra personajes no jugables junto a otros compañeros a cambio de varias recompensas.
Armored Core: Verdict Day fue lanzado el 24 de septiembre de 2013 como una expansión independiente de Armored Core V. El juego mantiene el enfoque de multijugador ya visto en su predecesor, aunque esta vez los jugadores pueden crear compañeros con inteligencia artificial en vez de armar equipos con otros jugadores en línea. Un modo historia completo hace su regreso en esta entrega además de un nuevo "modo duro" (Hardcore mode), y también los jugadores tienen la capacidad de importar sus datos de partida desde Armored Core V para así mantener sus progresos y unidades de combate.

### Armored Core VI: Fires of Rubicon
Artículo principal: Armored Core VI: Fires of Rubicon
Armored Core VI: Fires of Rubicon es otro reinicio de la serie, sin relación a entregas pasadas, ambientado en un futuro alternativo en donde la humanidad se ha desarrollado como una civilización interestelar. El protagonista, cuyo nombre en código es "C4-621", es un piloto mejorado de Armored Core enviado al planeta distante Rubicon 3 para luchar en una guerra entre las corporaciones, el gobierno, y los habitantes locales por el control de un recurso muy valioso llamado "Coral" el cual existe solamente alli. El juego fue lanzado para las plataformas PlayStation 4, PlayStation 5, Microsoft Windows, Xbox One, y Xbox Series X/S el 25 de agosto de 2023.

### Juegos derivados (Spin-offs)
Artículos principales: Armored Core: Nine Breaker y Armored Core: Formula Front
En 2004, FromSoftware lanzó dos juegos derivados de la serie Armored Core. El primero, Armored Core: Nine Breaker fue lanzado el 28 de octubre para la PlayStation 2. Removiendo el enfoque en las misiones de historia, el juego está construido al rededor de un modo arena donde el jugador debe competir contra oponentes controlados por a computadora para así subir de rango. También fueron incluidos minijuegos los cuales pueden ser usados por los jugadores para practicar ciertas habilidades especificas. Armored Core: Formula Front fue lanzado el 12 de diciembre para la PlayStation Portable. Al igual que Nine Breaker, este se enfoca en el modo arena, aunque una nueva mecánica basada en la creación de una inteligencia artificial para la unidad Armored Core fue implementada. Formula Front fue luego lanzado para la PlayStation 2 en Japón.
Varios juegos de la serie Armored Core fueron lanzados para teléfonos móviles entre los años 2004 y 2008, pero solo dentro del mercado japonés. Una versión estadounidense de uno de estos juegos estuvo en desarrollo cerca del año 2005, pero el título nunca fue lanzado oficialmente.

## Otros productos

### Manga
Armored Core: Tower City Blade es un manga basado en la serie publicado por la editorial japonesa Fujimi Shobō. Fue serializado en la revista Dragon Age Pure entre el 14 de marzo y el 14 de abril de 2007. Un proyecto llamado Armored Core: Fort Tower Song iba a consistir en un libro y un anime los cuales serian lanzados también en 2007. El libro fue completado pero el anime no. Para 2011 FromSoftware tuvo que cancelar el proyecto para el anime debido al cierre del estudio View Works.

### Televisión
Armored Core fue adaptada para un episodio dentro de la serie antológica Secret Level (2024) producida por Tim Miller, titulado Armored Core: Asset Management y con la participación de las voces de Keanu Reeves, Erin Yvette, Temuera Morrison, Patrick Schwarzenegger, y Steve Blum.

## Legado
El realización de Armored Core solidificó las habilidades de desarrollo de FromSoftware, y en julio de 1999, lanzaron al mercado el videojuego multijugador de acción Frame Gride para la Sega Dreamcast. El enfoque de desarrollo de la empresa iría cambiando de hacer videojuegos de rol a hacer videojuegos con mechas,  esto debido principalmente al éxito de la serie Armored Core. En 2002, FromSoftware lanzó el juego de acción con mechas Murakumo: Renegade Mech Pursuit para la Xbox. En 2004, lanzaron otro título para Xbox, Metal Wolf Chaos. En 2005, FromSoftware empezaría a producir una serie de videojuegos licenciados basados en varios mechas de diferentes animes bajo el nombre de Another Century's Episode. Kenichiro Tsukuda, productor de la serie Armored Core también produjo una un videojuego similar llamado Daemon X Machina el cual fue lanzado para la Nintendo Switch y Microsoft Windows.
Varias de las filosofías de juego presentes en la serie Armored Core, como por ejemplo, la variedad de opciones en cuanto a la personalización de personaje, la necesidad de dominar los esquemas de controles para tener éxito, las grandes batallas con dificultades elevadas, y una historia profunda y a la vez vaga repartida entre diferentes entregas, han sido elementos que han formado una parte integral del género de videojuegos Soulslike, visto también en otros títulos desarrollados por FromSoftware como la trilogía Dark Souls, Demon's Souls, Bloodborne, Sekiro: Shadows Die Twice y Elden Ring.